# Adenoviridae
Adenoviridae é uma família de vírus de genoma de DNA dupla hélice linear. Não segmentado, não possuem envelope celular bilipídico e são extremamente resistentes. A transmissão pode ser fecal-oral ou respiratória. Há mais de 40 sorotipos, e a infecção por um deles não dá imunidade contra os outros serotipos. São classificados de A a F e de acordo com o vetor (humano, bovino, porcino, ovino...).

## Serotipos
Os mastadenovirus são muito comuns em humanos, estão espalhados no mundo todo e seus serotipos mais importantes são:
- Serotipos 3, 5 e 7: causam infecções do trato respiratório inferior.
- Serotipos 8, 19 e 37: causam queratoconjuntivite epidêmica.
- Serotipos 4 e 7: causam doença respiratória aguda. Possuem vacina.
- Serotipos 40 e 41: causam gastroenterite.

## Patologias
Comuns no mundo todo, frequentemente causam infecções nas crianças, e em menor grau em adultos jovens, principalmente os parentes das crianças, os pediatras e enfermeiros. São também frequentes nos recrutas militares, acampamentos e escolas. A infecção é por contaminação com alimentos ou água contaminada com fezes ou mais raramente secreções no ar e causam:
1. Gastroenterites, com náuseas, vômitos, diarreia, dor abdominal e febre. Melhora em alguns dias de repouso tomando muita água com sal e açúcar.
2. Conjuntivite, um tipo de inflamação do olho (porção branca do olho fica vermelha). Melhora em alguns dias. Geralmente contraído em piscinas ou tanques de água partilhados por muitas crianças.
3. Faringite ou laringotraqueíte benigna.
4. Pneumonia e hepatite em imunodeprimidos (receptores de transplantes, doentes com SIDA/AIDS).
5. Muitas infecções são assintomáticas ou leves, mas com multiplicação e transmissão do vírus.